# Copa CECAFA Sub-20 2005
La Copa CECAFA Sub-20 del 2005 fue la novena  edición del campeonato de la región del África del Este.
Todos los partidos se jugaron en Stone Town del 14 de agosto hasta el 28 de agosto.

## Fase de grupos

### Grupo A
| Equipo   | Pts | PJ | PG | PE | PP | GF | GC | DG |
| -------- | --- | -- | -- | -- | -- | -- | -- | -- |
| Burundi  | 7   | 3  | 2  | 1  | 0  | 4  | 1  | +3 |
| Kenia    | 5   | 3  | 1  | 2  | 0  | 4  | 2  | +2 |
| Eritrea  | 3   | 3  | 1  | 0  | 2  | 4  | 6  | -2 |
| Zanzíbar | 1   | 3  | 0  | 1  | 2  | 2  | 5  | -3 |

| 14 de agosto de 2005, 14:00 | Zanzíbar | 1:1 | Kenia | Estadio Amaan, Stone Town |  |

| 14 de agosto de 2005, 16:00 | Eritrea | 1:2 | Burundi | Estadio Amaan, Stone Town |  |

| 16 de agosto de 2005, 12:00 | Kenia | 3:1 | Eritrea | Estadio Amaan, Stone Town |  |

| 17 de agosto de 2005, 14:00 | Kenia | 0:0 | Burundi | Estadio Amaan, Stone Town |  |

| 20 de agosto de 2005, 15:00 | Zanzíbar | 1:2 | Eritrea | Estadio Amaan, Stone Town |  |

| 20 de agosto de 2005, 17:00 | Burundi | 2:0 | Zanzíbar | Estadio Amaan, Stone Town |  |

### Grupo B
| Equipo   | Pts | PJ | PG | PE | PP | GF | GC | DG |
| -------- | --- | -- | -- | -- | -- | -- | -- | -- |
| Etiopía  | 5   | 3  | 1  | 2  | 0  | 1  | 0  | +1 |
| Tanzania | 4   | 3  | 1  | 1  | 1  | 3  | 2  | +1 |
| Ruanda   | 4   | 3  | 1  | 1  | 1  | 2  | 2  | 0  |
| Somalia  | 3   | 3  | 1  | 0  | 2  | 2  | 4  | -2 |

| 15 de agosto de 2005, 14:00 | Tanzania | 1:2 | Somalia | Estadio Amaan, Stone Town |  |

| 15 de agosto de 2005, 16:00 | Ruanda | 0:0 | Etiopía | Estadio Amaan, Stone Town |  |

| 17 de agosto de 2005, 16:00 | Somalia | 0:1 | Etiopía | Estadio Amaan, Stone Town |  |

| 18 de agosto de 2005, 12:00 | Tanzania | 2:0 | Ruanda | Estadio Amaan, Stone Town |  |

| 21 de agosto de 2005, 12:00 | Somalia | 0:2 | Ruanda | Estadio Amaan, Stone Town |  |

| 21 de agosto de 2005, 14:00 | Etiopía | 0:0 | Tanzania | Estadio Amaan, Stone Town |  |

### Grupo C
| Equipo | Pts | PJ | PG | PE | PP | GF | GC | DG |
| ------ | --- | -- | -- | -- | -- | -- | -- | -- |
| Uganda | 4   | 2  | 1  | 1  | 0  | 3  | 0  | +3 |
| Sudán  | 4   | 2  | 1  | 1  | 0  | 1  | 0  | +1 |
| Yibuti | 0   | 2  | 0  | 0  | 2  | 0  | 4  | -4 |

| 16 de agosto de 2005, 14:00 | Yibuti | 0:1 | Sudán | Estadio Amaan, Stone Town |  |

| 18 de agosto de 2005, 14:00 | Uganda | 3:0 | Yibuti | Estadio Amaan, Stone Town |  |

| 20 de agosto de 2005, 19:00 | Sudán | 0:0 | Uganda | Estadio Amaan, Stone Town |  |

## Fase final

### Cuartos de final
| 23 de agosto de 2005, 15:00 | Eritrea | 1:1 (5:4 p.) | Uganda | Estadio Amaan, Stone Town |  |

| 23 de agosto de 2005, 17:00 | Burundi | 2:0 | Ruanda | Estadio Amaan, Stone Town |  |

| 24 de agosto de 2005, 18:00 | Etiopía | 1:0 | Sudán | Estadio Amaan, Stone Town |  |

| 24 de agosto de 2005, 20:00 | Kenia | 0:1 | Tanzania | Estadio Amaan, Stone Town |  |

### Semifinales
| 26 de agosto de 2005, 14:00 | Eritrea | 1:2 | Burundi | Estadio Amaan, Stone Town |  |

| 26 de agosto de 2005, 18:00 | Etiopía | 2:1 | Tanzania | Estadio Amaan, Stone Town |  |

### Tercer lugar
| 28 de agosto de 2005, 14:00 | Eritrea | 1:1 (4:3 p.) | Tanzania | Estadio Amaan, Stone Town |  |

### Final
| 28 de agosto de 2005, 16:00 | Etiopía            | 1:1 (5:4 p.) | Burundi           | Estadio Amaan, Stone Town |  |
|                             | Mehet Mulugeta 46' |              | Diomede Ngabo 25' |                           |  |

### Campeón
| Bandera de Etiopía |
| Campeón Etiopía    |
| 3.er título        |